# Rhymosia fenestralis
Espèce
Synonymes
- Mycetophila fenestralis Meigen, 1818
(protonyme)
- Tarniana fenestralis (Meigen, 1818)

Rhymosia fenestralis est une espèce d'insectes de la famille des Mycetophilidae.

## Description
Il ne se distingue de Rhymosia fasciata que par l'étude des genitalia.

## Habitat et répartition
C'est l'espèce de son genre la plus répandue dans les grottes, et est un trogloxène très régulier de l'association pariétale.
On le trouve dans les grottes de l'Europe de l'Ouest, où il a notamment été reporté au Portugal, en France, en Belgique, en Allemagne, en Roumanie, en Tchécoslovaquie et en Suisse.